# Budowla

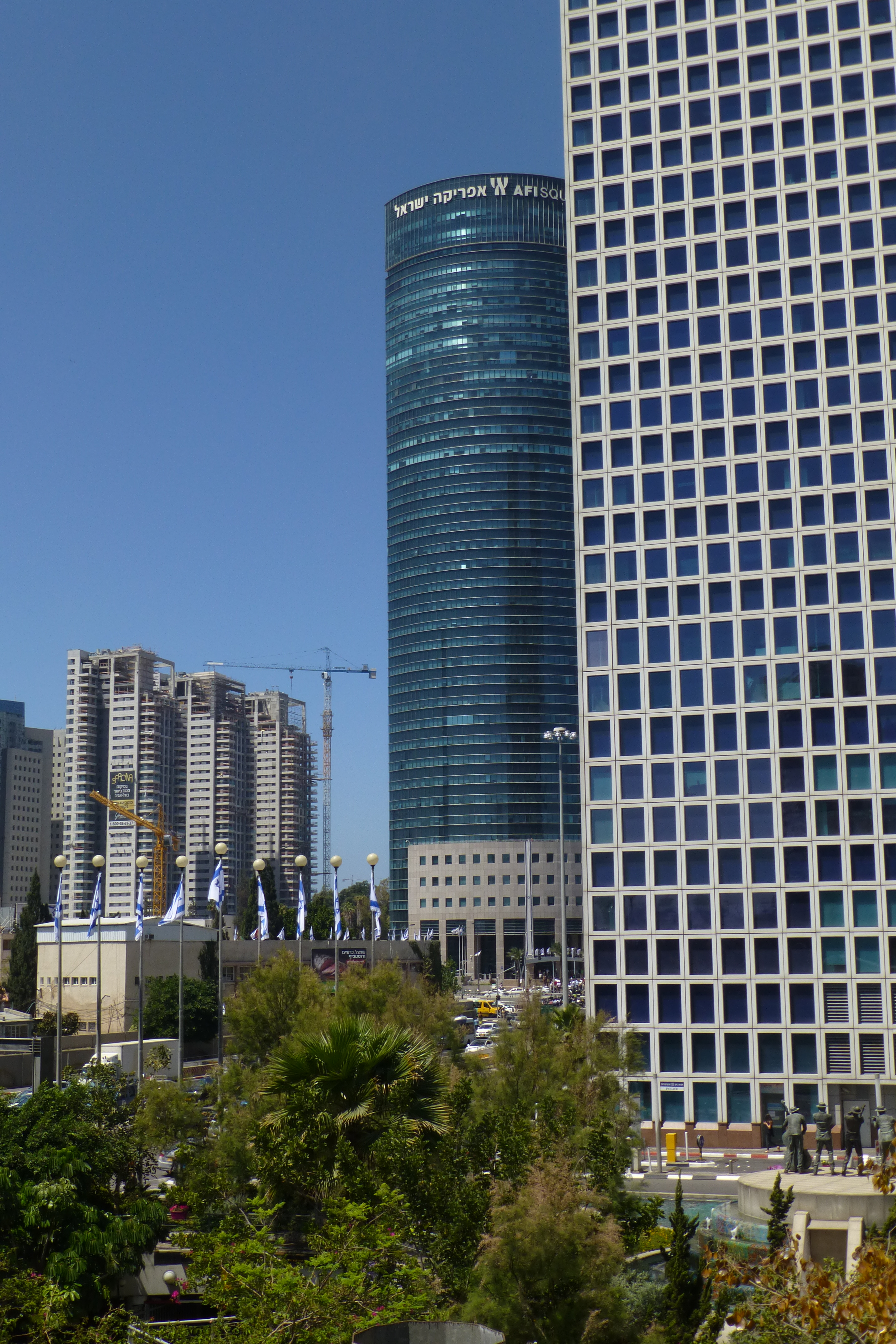
Budowla

Budowla – obiekt, który został wybudowany.
Polska ustawa dotycząca prawa budowlanego z zakresu obiektów zwanych budowlami wyłącza budynki.
Budowlami są m.in.:
- wszelkiego rodzaju budynki
- lotnisko
  - budowla (wybudowana płyta lotniska),
  - zespół budowli (płyta lotniska, wieża lotniska, terminal itp.),
  - miejsce (np. łąka) wyznaczone do lądowania maszyn latających.
- droga
- linia kolejowa
- przejazd kolejowo-drogowy
- most
- wiadukt
- estakada
- tunel
- przepust
- sieć techniczna
- sieci uzbrojenia terenu
- maszt
- konstrukcje oporowe, jak mur oporowy (ściana oporowa)
- śluza
- zapora
- jaz
- wolno stojące trwale związane z gruntem urządzenia reklamowe,
- budowle ziemne obronne (fortyfikacje), ochronne, hydrotechniczne (np. tamy)
- zbiornik
- wolno stojące instalacje przemysłowe lub urządzenia techniczne (w tym kominy przemysłowe i chłodnie kominowe)
- oczyszczalnia ścieków
- składowisko odpadów
- stacja uzdatniania wody
- nadziemne i podziemne przejście dla pieszych
- budowla sportowa
- cmentarz
- pomnik
- części budowlane urządzeń technicznych (kotłów, pieców przemysłowych i innych urządzeń)
- fundamenty pod maszyny i urządzenia, jako odrębne pod względem technicznym części przedmiotów składających się na całość użytkową
- elektrownia wiatrowa